# Đạo đức

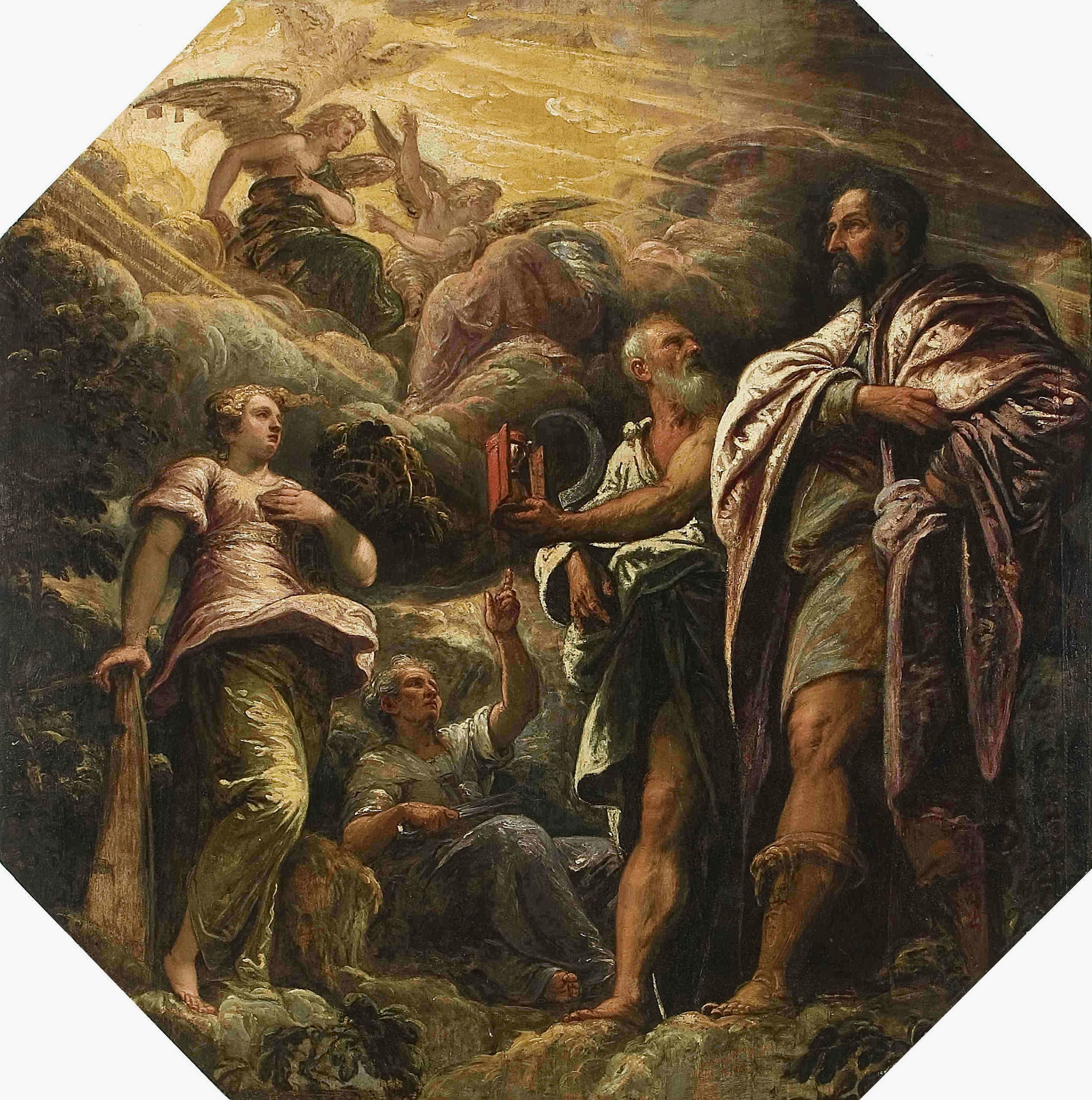
Cáo buộc với bức chân dung của một thượng nghị sĩ Venice (Allegory về đạo đức của những thứ trên trần gian) do Tintoretto vẽ năm 1585.

Đạo đức là một từ Hán-Việt, được dùng từ xa xưa để chỉ một yếu tố trong tính cách và giá trị của mỗi con người. Là hệ thống các quy tắc về chuẩn mực của cộng đồng và xã hội. Đạo là con đường, đức là tính tốt hoặc những công trạng tạo nên.
Khi nói một người có đạo đức là ý nói người đó có sự rèn luyện thực hành các lời răn dạy về đạo đức, sống chuẩn mực và có nét đẹp trong đời sống và tâm hồn.Và người có đạo đức rất biết quan tâm người khác.

## Đạo đức trong tâm lý học

### Khái niệm đạo đức
Đạo đức là hệ thống quy tắc, tiêu chuẩn, chuẩn mực xã hội mà nhờ đó con người tự nguyện điều chỉnh hành vi của mình cho phù hợp với lợi ích của cộng đồng, xã hội.

### Một số phạm trù[2]cơ bản của đạo đức

#### Nghĩa vụ
Nghĩa vụ chính là trách nhiệm của cá nhân đối với nhu cầu, lợi ích chung của cộng đồng, xã hội.
Có hai loại nghĩa vụ cơ bản là nghĩa vụ đạo đức và nghĩa vụ pháp lý.
Khi nhu cầu, lợi ích cá nhân nảy sinh mâu thuẫn với nhu cầu lợi ích xã hội: cá nhân phải biết hi sinh cái riêng vì cái chung; Xã hội có trách nhiệm bảo đảm cho sự thoả mãn nhu cầu, lợi ích của cá nhân.

#### Lương tâm
Lương tâm có thể được hiểu như tiếng nói bên trong đầy quyền uy chỉ dẫn, thôi thúc con người ta làm những điều tốt, ngăn cản, chỉ trích làm những điều xấu.
Theo quan điểm biện chứng của đạo đức học thì lương tâm là ý thức trách nhiệm và tình cảm đạo đức của cá nhân về sự tự đánh giá những hành vi, cách cư xử của mình trong đời sống xã hội. Sự hình thành lương tâm là quá trình phát triển lâu dài từ thấp đến cao trong quá trình lao động sản xuất và giao tiếp xã hội. Có thể nêu ra các mức độ phát triển của lương tâm như sau:
- Ý thức về cái cần phải làm do sự sợ hãi bị trừng phạt bởi thiết chế xã hội hoặc ý niệm tâm linh.
- Ý thức về cái cần phải làm, cần phải tránh vì xấu hổ trước người khác và trước dư luận xã hội.
- Ý thức về cái cần phải làm vì xấu hổ với bản thân. Khi cá nhân xấu hổ với bản thân, với những hành vi của mình là bước đầu của cảm giác lương tâm. Từ cảm giác đó đến sự phán xét các suy nghĩ, hành vi của mình thì đó chính là lương tâm. Vì thế lương tâm có quan hệ chặt chẽ với ý thức nghĩa vụ của con người.

Khi con người làm những điều xấu, độc ác thì lương tâm cắn rứt. Trái lại khi cá nhân làm những điều tốt, cao thượng thì lương tâm thanh thản. Do vậy, trong cấu trúc của lương tâm tồn tại khái niệm xấu hổ, hối hận. Giữ cho lương tâm trong sạch là một tiêu chí hạnh phúc và tiêu chí sống của con người.

#### Thiện và Ác
Thiện và Ác là cặp phạm trù đối lập nhau trong mọi thời đại, là thước đo đời sống đạo đức của mọi cá nhân trong xã hội
Cái Thiện là cái tốt đẹp biểu hiện lòng nhân ái của con người trong cuộc sống hàng ngày. Đó chính là hành vi thể hiện lợi ích của cá nhân phù hợp với yêu cầu và sự tiến bộ xã hội. Cái thiện phải được thể hiện qua việc góp phần thúc đẩy sự tiến bộ xã hội, đem lại lợi ích cho mọi người trong xã hội. Hồ Chí Minh đã nói: "Việc thiện thì dù nhỏ đến mấy cũng làm, việc ác thì dù nhỏ đến mấy cũng tránh" (Hồ Chí Minh, Về vấn đề giáo dục, Nhà xuất bản Giáo dục, Hà Nội, 1990, tr. 55). Là cái thiện là phấn đấu cho cuộc sống của con người ngày càng trở nên tốt đẹp hơn và giàu tính nhân văn hơn.
Cái Ác là cái đáng ghét, ghê tởm, cái cần phải gạt bỏ trong đời sống cá nhân và xã hội. Cái ác làm mất đi sự văn minh của cuộc sống con người. Quan điểm về thiện và ác mang tính lịch sử và có thể hoán đổi cho nhau. cái thiện và ác được chúng ta đánh giá tuỳ vào nó có thúc đẩy hay cản trở sự phát triển của xã hội, hạnh phúc của con người.

## Chiết tự

Chữ Đạo (道)

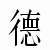
Chữ Đức (德)

- Đạo: Đường đi, hướng đi, lối làm việc, ăn ở.
- Đức: Theo Khổng Tử, sống đúng luân thường là có Đức. Theo Đạo (Lão tử) tu thân tới mức hiệp nhất với trời đất, an hoà với mọi người là có Đức.

Đạo đức được xem là khái niệm luân thường đạo lý của con người, nó thuộc về vấn đề tốt-xấu, hơn nữa xem như là đúng-sai, được sử dụng trong 3 phạm vi: lương tâm con người, hệ thống phép tắc đạo đức và trừng phạt đôi lúc còn được gọi giá trị đạo đức; nó gắn với nền văn hoá, tôn giáo, chủ nghĩa nhân văn, triết học và những luật lệ của một xã hội về cách đối xử từ hệ thống này.
Đạo đức thuộc hình thái ý thức xã hội, là tập hợp những nguyên tắc, quy tắc nhằm điều chỉnh và đánh giá cách ứng xử của con người trong quan hệ với nhau, với xã hội, với tự nhiên trong hiện tại hoặc quá khứ cũng như tương lai chúng được thực hiện bởi niềm tin cá nhân, bởi truyền thống và sức mạnh của dư luận xã hội.
Đạo đức là một hiện tượng lịch sử và xét cho cùng, là sự phản ánh của các quan hệ xã hội. Có đạo đức của xã hội nguyên thủy, đạo đức của chế độ chủ nô, đạo đức phong kiến, đạo đức tư sản, đạo đức cộng sản. Lợi ích của giai cấp thống trị là duy trì và củng cố những quan hệ xã hội đang có; trái lại, giai cấp bị bóc lột tuỳ theo nhận thức về tính bất công của những quan hệ ấy mà đứng lên đấu tranh chống lại và đề ra quan niệm đạo đức riêng của mình. Trong xã hội có giai cấp, đạo đức có tính giai cấp. Đồng thời, đạo đức cũng có tính kế thừa nhất định. Các hình thái kinh tế - xã hội thay thế nhau, nhưng xã hội vẫn giữ lại những điều kiện sinh hoạt, những hình thức cộng đồng chung. Tính kế thừa của đạo đức phản ánh "những luật lệ đơn giản và cơ bản của bất kì cộng đồng người nào" (Lênin). Đó là những yêu cầu đạo đức liên quan đến những hình thức liên hệ đơn giản nhất giữa người với người. Mọi thời đại đều lên án cái ác, tính tàn bạo, tham lam, hèn nhát, phản bội... và biểu dương cái thiện, sự dũng cảm, chính trực, độ lượng, khiêm tốn... "không ai nghi ngờ được rằng nói chung đã có một sự tiến bộ về mặt đạo đức cũng như về tất cả các ngành tri thức khác của nhân loại" (Enghen). Quan hệ giữa người với người ngày càng mang tính nhân đạo cao hơn. Ngay trong xã hội nguyên thủy đã có những hình thức đơn giản của sự tương trợ và không còn tục ăn thịt người. Với sự xuất hiện của liên minh bộ lạc và nhà nước, tục báo thù của thị tộc dần dần mất đi. Xã hội chủ nô coi việc giết nô lệ là việc riêng của chủ nô, đến xã hội phong kiến, việc giết nông nô bị lên án. Đạo đức phong kiến bóp nghẹt cá nhân dưới uy quyền của tôn giáo và quý tộc; đạo đức tư sản giải phóng cá nhân, coi trọng nhân cách. "Nhưng chúng ta vẫn chưa vượt được khuôn khổ của đạo đức giai cấp. Một nền đạo đức thực sự có tính nhân đạo, đặt lên trên sự đối lập giai cấp và mọi hồi ức về sự đối lập ấy chỉ có thể có được khi nào xã hội đã tới một trình độ mà trong thực tiễn của đời sống, người ta không những thắng được mà còn quên đi sự đối lập giai cấp". Đó là trình độ của xã hội tương lai, xã hội cộng sản chủ nghĩa (Enghen).

## Đạo đức theoKinh Dịch
Đạo (道) theo quan niệm của người xưa là con đường, là năng lực phổ biến điều hành mọi sự mọi sự vận động và biến hóa không ngừng của vạn vật và sự việc quanh ta. Đạo trong Kinh Dịch đặt trên nền tảng thiên kinh địa nghĩa: trật tự xã hội phản ánh trật tự vũ trụ. Không có một đấng tối cao nào có thể tùy tiện ban phúc giáng họa mà chỉ còn các nguyên lý vô ngã Âm Dương, ngã 我 = tôi, vô ngã = không có cái tôi, mà theo ngôn ngữ hiện đại được hiểu là quy luật khách quan. Nói một cách khác theo ngôn ngữ của chúng ta ngày nay thì Đạo là quy luật xảy ra xung quanh ta không tùy thuộc vào ý nguyện cá nhân của bất cứ ai.
Đức 德 là hiểu Đạo. Đức là mức độ tập trung của Đạo ở một con người. Nói theo ngôn từ ngày nay Đức là trình độ năng lực nắm vững và vận dụng quy luật. Trình độ cao bao nhiêu thì Đức dày bấy nhiêu.
Thánh nhân là người có Đức. Theo cách hiểu ngày nay thánh nhân đơn giản chỉ là "người có trình độ" nắm vững được sự vận động khách quan của quy luật, kể cả quy luật tự nhiên lẫn quy luật xã hội.
Một khái niệm khác về Đạo Đức là Đức Hạnh.
quẻ Bát Thuần Khảm - Lời tượng viết: nước chảy không ngừng là hình tượng của quẻ tập Khảm. Người quân tử lấy việc rèn luyện năng lực thực hiện làm trọng.
Tượng Viết: Thủy tấn chí, tập khảm, quân tử dĩ thường đức hạnh, tập giáo sự. 象曰: 水洊至, 習坎, 君子以常德行, 習教事.
Hành 行- Một âm là hạnh - đức hạnh.
Như ở trên đã trình bày, năng lực là đức 德, khi thi hành gọi là hạnh 行. Chữ hạnh 行 này cùng một chữ với hành của hành động 行動.
Vì thế cho nên: .

## Tương đối tính
Đạo đức vừa có tính đa dạng và uyển chuyển, vừa có tính bất biến tương đối. Đạo đức là các khái niệm manh mún, do các mối quan hệ xa hội từ thời xa xưa tạo nên. Trong nhiều trường hợp, đạo đức bị phân ly thành nhiều dạng hành sự được gọi là tốt hoặc xấu so với một chủ quan. Đạo đức có thể biểu hiện các hành sự mâu thuẫn với chính nó, đạo đức đánh giá phương tiện phân ly với mục đích, vì vậy đạo đức chỉ là một cái ảo giác về ý nghĩa. Con người là không có tự ngã, là gồm những ham muốn, có những tư duy khác nhau trong từng thời điểm, là những bản năng và vô thức tập thể được ẩn dấu rất sâu khiến một sự ham muốn nào đó tạo nên một hành sự đạo đức được dạy để bồi đắp cho cái mặt nạ cái tôi (Atma). Để thấy được cái cải trang kín đáo ấy ta sē xem qua một ví dụ:
- Một người thấy người đi đường rơi một cái ví có thể có ít hoặc rất nhiều tiền.
  - trường hợp A:

Người đó định tâm không muốn lấy ví của người kia, nhưng lại cần một lời cảm ơn hay gì đó làm thỏa mãn cái tôi của anh ta là anh ta là một người có đạo đức, anh ta tự tâm đắc trong lòng là như vậy, và nếu có ai bảo anh ta vô đạo đức, anh ta sē nhớ lại hành động tốt của mình và ấm ức trong lòng, thực ra hành động trả ví trên là một hành vi chuộc lợi vô thức mang yếu tố tâm thần, những ham muốn được có cái tôi đạo đức bị ẩn đi, chỉ lộ ra hành động đạo đức không có lý do rõ ràng.
- - trường hợp A1:

anh ta trả lại ví do có nhiều con mắt người khác, hoặc sợ gặp rắc rối, hoặc đắn đo giữa ham muốn đạo đức(A), ham muốn tiền vì sợ người khác lấy miễn phí, sau đó anh ta chọn một phương án an toàn một cách vô thức.
- - trường hợp B:

Anh ta định tâm sē lấy trộm tiền, nếu anh ta trả lại tức là ham muốn A trên nhiều hơn ham muốn tiền bạc vì nhiều lý do như tiền ít chẳng hạn, lúc này quá trình tư duy tâm thần giống trường hợp A, nếu không trả bị phán xét là vô đạo đức.Nếu anh ta không lấy, cūng không trả lại, anh ta không ham muốn tiền, đạo đức cái tôi, anh ta không chăm chút cho cái tôi của mình nữa bởi nhiều lý do như chán trường, thù ghét xã hội, hoặc thậm chí là do lựa chọn có "ý thức" khi đã giác ngộ...v...v.Lúc này, cái đạo đức kia sē phán xét anh ta là vô đạo đức.
'Kết luận, đạo đức là một cách gọi các hành xử xã hội chỉ được tạo bởi các phản ứng vô thức, vô ngã'.

## Các loại đạo đức
- Hiếu thảo
- Trang nghiêm
- Thuần hậu
- Cẩn hạnh
- Cẩn ngôn
- Khiêm cung
- Từ tốn
- Kiên nhẫn
- Trì thủ
- Đại tín
- Hy sinh
- Lịch sự
- Biết ơn
- Lễ độ
- Tự trọng
- Tôn trọng
- Thật thà
- Giản dị
- Tiết kiệm
- Trung thực
- Tôn sư trọng đạo
- Tự tin
- Đoàn kết
- Dũng cảm
- Khoan dung
- Siêng năng
- Tương trợ
- Liêm khiết
- Tự lập
- Giữ chữ tín
- Chí công vô tư
- Tự chủ
- Lý tưởng
- Năng động, sáng tạo
- Danh dự
- Hạnh phúc
- Lương tâm

## Những nguyên tắc trong rèn luyện đạo đức
- Nguyên tắc thứ nhất: Muốn có đạo đức trước hết nói phải đi đôi với làm và luôn nêu gương về đạo đức.

Đối với mỗi người đều nói nhiều mà làm ít, nói mà không làm, hơn nữa nói một đằng, làm một nẻo thì chỉ đem lại hậu quả phản tác dụng. Việc nêu gương thì không ở lĩnh vực nào mà vấn đề nêu gương lại được đặt ra như trong lĩnh vực đạo đức. Trong gia đình: Đó là tấm gương của bố mẹ đối với con cái, của anh chị đối với các em; trong nhà trường thì đó là tấm gương của thầy, cô giáo đối với học sinh; trong tổ chức, tập thể, Đảng, Nhà nước là tấm gương của những người đứng đầu, phụ trách, lãnh đạo, của cấp trên đối với cấp dưới; trong xã hội thì đó là tấm gương của người này đối với người khác. Một bài diễn văn hay không bằng một tấm gương sống.
- Nguyên tắc thứ hai: Để rèn luyện đạo đức là xây đi đôi với chống.

Trong cuộc sống hàng ngày, những hiện tượng tốt - xấu, đúng - sai, cái đạo đức và cái vô đạo đức vẫn còn đan xen nhau, đối chọi nhau, thông qua hành vi của mỗi một con người khác nhau. Thậm chí, những đan xen và đối chọi ấy còn diễn ra ngay trong bản thân mỗi một con người. Do đó việc xây và chống trong lĩnh vực đạo đức hoàn toàn là điều không đơn giản. Để xây và chống có hiệu quả phải tạo thành phong trào quần chúng rộng rãi.
- Nguyên tắc thứ ba là: Phải tu dưỡng đạo đức suốt đời.

Bởi mỗi người phải thường xuyên chăm lo tu dưỡng đạo đức hàng ngày, đó là công việc kiên trì, bền bỉ suốt đời. Trong thực tiễn, có người trong lúc đấu tranh thì hăng hái, trung thành, không sợ nguy hiểm, không sợ gian khổ, hy sinh, nhưng đến khi có ít quyền hạn thì đâm ra kiêu ngạo, xa xỉ, phạm vào tham ô, lãng phí, quan liêu, biến thành người có tội.
Đối với mỗi con người việc rèn luyện đạo đức cách mạng phải được thực hiện trong hoạt động thực tiễn, trong đời tư cũng như trong đời công, sinh hoạt, học tập, lao động, chiến đấu; trong mọi mối quan hệ xã hội từ hẹp đến rộng, từ nhỏ đến lớn, từ gia đình đến nhà trường, đoàn thể, xã hội; từ quan hệ bạn bè đến đồng chí, anh em, cấp trên, cấp dưới, với Đảng, với nước, với dân và cả trong quan hệ quốc tế.

## Một số quan điểm về đạo đức
- Khi đạo Bà la môn ở Ấn Độ đang thống trị với sự phân chia đẳng cấp sâu sắc trong xã hội. Nỗi bất bình của thái tử Tất đạt đa về sự phân chia đẳng cấp, kì thị màu da và đồng cảm với nỗi khổ của muôn dân đã dẫn đến sự hình thành một tôn giáo mới. Sau này, khi môn đệ của Đức Phật Thích Ca thắc mắc tại sao các pháp sư Bà la môn tự xưng là cao cấp và kinh rẻ đẳng cấp mà đức Phật xuất thân, ngài trả lời (Trường bộ kinh):

| “               | Các vị Bà la môn sinh ra từ cửa miệng Phạm thiên chăng? Đâu có...,làm gì mà các vị ấy cao cấp được? Chỉ những ai có đủ đạo đức lương thiện là cao cấp, còn lại là ti tiện | ” |
| — Phật Thích Ca | |   |

- Theo Trang Tử:

| “          | Cả những bậc đạo đức cao siêu không hẳn rõ tài hay bất tài, lúc lên lúc xuống, chỉ cốt lấy được hòa làm mức phiên việt cả muôn vật...Những bậc như thế thì có điều gì lụy đến thân được! Còn thói đời thường thì tính nào có thể? Hợp với người thì có lúc hòa tan, làm nên việc thì có người nghị luận, ngay thẳng thì đe nén, tôn trọng thì bị chê bai, làm thì có kẻ phá, giỏi thì có kẻ ghen, không ra gì thì thiên hạ lại khinh bỉ...Nhân tình như thế, làm thế nào được! Thương ôi! Các ngươi nên nghi lòng, chỉ có đạo đức mới khỏi lụy mà thôi. | ” |
| — Trang Tử | |   |

- Theo Hồ Chí Minh

| “             | Một dân tộc, một Đảng và mỗi một con người, ngày hôm qua là vĩ đại, có sức hấp dẫn lớn, không nhất định hôm nay và ngày mai vẫn được mọi người yêu mến và ca ngợi, nếu lòng dạ không trong sáng nữa, nếu sa vào chủ nghĩa cá nhân. Cho nên trong khi ta kiên trì và đẩy mạnh cuộc chiến đấu chống Mỹ, cứu nước, làm cho văn minh chiến thắng bạo tàn thì đồng thời phải loại trừ những cái xấu xa do chế độ cũ để lại trong xã hội và trong mỗi con người | ” |
| — Hồ Chí Minh | |   |

| “             | Muốn hướng dẫn nhân dân mình thì cán bộ, đảng viên phải làm mực thước trước cho người khác làm theo. Nói đi đôi với làm, phải nêu gương đạo đức. | ” |
| — Hồ Chí Minh | |   |

- Đề thi tốt nghiệp Trung học phổ thông môn Văn năm 2011-2012 chính thức từ Bộ Giáo dục và Đào tạo (Việt Nam) có khẳng định:

| “                                   | Thói dối trá là biểu hiện của sự suy thoái về đạo đức trong đời sống xã hội. | ” |
| — Bộ Giáo dục và Đào tạo (Việt Nam) |                                                                              |   |

## Đạo đức giả
Ngược lại với Đạo đức là Đạo đức giả. Cùng với những thói ích kỷ, đố kị, xu nịnh, a dua, thói đạo đức giả là một thói xấu đang hoành hành mối quan hệ giữa con người và con người. Nó làm mất dần vẻ chân thực vốn có của đời sống xã hội. Nạn đạo đức giả sẽ làm suy yếu nền văn hóa của một đất nước.
Dân gian đã có rất nhiều thành ngữ, ca dao... để vạch mặt kẻ đạo đức giả: 
"Miệng nam mô, bụng một bồ dao găm", hoặc
"Bề ngoài thơn thớt nói cười, bề trong nham hiểm giết người không dao".
"ăn như rồng cuốn, nói như rồng leo, làm như mèo mửa"
Thói đạo đức giả có mặt ở khắp mọi nơi, mọi chốn, nhưng rất khó bị phát giác. Thói đạo đức giả luôn đi cùng với tâm lý cả tin. Ở đâu có sự cả tin thì ở đó có thói đạo đức giả. Đạo đức xã hội chủ nghĩa (chân chính) hướng con người tới tinh thần cao cả của tâm hồn, văn hóa. Bởi vậy, trong cuộc sống luôn đòi hỏi sự rèn luyện. Cảnh giác và tẩy trừ thói đạo đức giả là điều vô cùng cần thiết, trước hết là sự cảnh giác với chính bản thân mình.

### Nguyên nhân
- Do chủ nghĩa cá nhân, người nói dối trá vì quyền lợi của mình.
- Thiếu những tấm gương đạo đức thực sự xung quanh người nói (chứ không phải trong sách vở), hoặc tâm lý ỉ lại vào những tấm gương mà không chịu làm gương trước do sợ thiệt.
- Do áp lực (người quyền trên, từ lãnh đạo, từ đồng nghiệp...) đè nặng lên vai người nói, mà năng lực thì có hạn, người nói phải đối phó với sự thật có thể gây thất vọng cho người khác (bệnh thành tích). Muốn thật có khi cũng không được, bởi điều đó ảnh hưởng tới những người khác.[14]
- Do tâm lý sống chung với tiêu cực của các thành viên trong xã hội, coi đạo đức giả là chuyện bình thường trong thời buổi hiện nay; thờ ơ, ngại va chạm, thiếu đấu tranh để bảo vệ lẽ phải.[15]
- Do tâm lý đám đông, thấy người khách hô khẩu hiệu thì cũng chỉ hô khẩu hiệu theo chứ chưa nghĩ tới những khó khăn khi làm (tính chất phong trào).[14]
- Đây là vấn đề rộng lớn, liên quan đến nhiều người, nhiều Bộ ngành, đia phương.... Một cá nhân hoặc ít người không thể thay đổi được. Mà đòi hỏi cả xã hội, các ngành nghề, mỗi người đều phải vào cuộc, tạo nên một sự thay đổi đồng bộ.[14]
- Đôi khi đạo đức giả lại là công cụ bất đắc dĩ của một người, một nhóm người...để tự vệ trước thói đạo đức giả của một người, một nhóm người...khác (có khi bị cho là ngụy biện)

### Tác hại
- Sự mất uy tín của cá nhân (tổ chức...) do người đó (người trong tổ chức đó...) có thói đạo đức giả, ảnh hưởng ở trong nước và có thể đối với cả quốc tế.
- Tạo ra một hệ thống cổ xúy lừa đảo và tham nhũng, bởi trong những hệ thống đàng hoàng hơn, chân chính hơn thì người đạo đức giả khó có chỗ đứng.
- Những người sống đúng với đạo đức truyền thống, người làm khoa học nghiêm chỉnh bị o ép, coi thường, dẫn đến chán nản, khó phát huy khả năng do có nhiều bất công.
- Sự lây truyền căn bệnh thành tích từ các em học sinh từ khi ngồi trên ghế nhà trường, bệnh lừa đảo... đến các thế hệ tiếp sau.
- Các giá trị xã hội bị đảo lộn.
- Đánh mất chính mình
- v.v

### Một số quan điểm về đạo đức giả
- Một lần vua Lý Thánh Tông hỏi Ỷ Lan về kế trị nước, Ỷ Lan tâu:

| “       | Muốn nước giàu dân mạnh, điều quan trọng là phải biết nghe lời can gián của đấng trung thần. Lời nói ngay nghe chướng tai nhưng có lợi cho việc làm. Thuốc đắng khó uống nhưng chữa được bệnh...Phải xem quyền hành là một thứ đáng sợ. Quyền lực và danh vọng thường làm thay đổi con người. Tự mình tu đức để giáo hóa dân thì sâu hơn mệnh lệnh. Dân bắt trước người trên thì nhanh hơn pháp luật. Muốn nước mạnh hoàng đế phải nhân từ với muôn dân. Phàm xoay cái thế thiên hạ ở nhân chứ không phải ở bạo. Hội đủ những điều ấy, nước Đại Việt sẽ vô địch. | ” |
| — Ỷ Lan | |   |

Nghe xong Lý Thánh Tông rất phục.
- Theo Hồ Chí Minh:

| “             | "Hãy làm theo tôi nói, đừng làm theo tôi làm", đó là thói đạo đức giả của các giai cấp bóc lột. Chúng ta phải phấn đấu để trong xã hội ta không còn những kẻ đạo đức giả, càng không cho phép những kẻ đạo đức giả vẫn đi dạy dỗ người khác về đạo đức. | ” |
| — Hồ Chí Minh | |   |

- Theo Giáo sư Trần Hữu Dũng:

| “               | Tôi phải nhìn nhận rằng trong những năm gần đây, khi cơn lốc "thị trường" bao phủ lên đất nước ta thì (cùng với sự phồn vinh vật chất mà nó đem lại) một bộ phận không nhỏ chúng tôi, nhất là giới được xem là "trí thức", đã tha hóa.Chúng tôi đã góp phần không nhỏ vào sự "chụp giật" của cuộc sống ngày nay, một số không ít chúng tôi đã co cụm lại, chỉ lo cho gia đình, con cháu mình mà không nghĩ đến các bạn, thái độ đạo đức giả của một số chúng tôi hẳn đã làm nhiều bạn chán ngán, buồn phiền.Một số chúng tôi đã có quyền, có lợi, nhưng chưa làm đầy đủ bổn phận với các bạn. Bởi vậy, trước hết, tôi có lời xin lỗi bạn, thế hệ trẻ. Tôi không dám thay mặt ai để xin lỗi, chỉ xin lỗi cho cá nhân tôi, song tôi nghĩ nhiều người ở thế hệ tôi cũng cùng một tâm trạng. | ” |
| — Trần Hữu Dũng | |   |

- Giáo sư Ngô Bảo Châu:

| “ | Người Đức có lẽ hiểu rất rõ rằng thức ăn cho tâm hồn con người chính là sự thật. Những dân tộc quen nấu sự dối trá cho mình ăn, sẽ dần dần quen với sự bạc nhược, sự đớn hèn của chính mình. Thế nhưng người ta vẫn thích nấu sự dối trá cho mình ăn. Vì sự thật nhiều khi không có lợi, hoặc là cứng quá, không tốt cho lợi | ” |

- Nhưng Bill Gates thì cho rằng:

| “            | Cuộc sống vốn không công bằng - Hãy tập quen dần với điều đó | ” |
| — Bill Gates |                                                              |   |

### Đạo đức giả không đồng nghĩa với nói dối
Nói dối có nhiều mục đích khác nhau:
- Nói dối mà có lợi cho cả người nói và người nghe: là một biểu hiện của trêu đùa, bông đùa...Nhiều khi là liệu pháp tâm lý giúp người nghe, được ứng dụng trong Tâm lý trị liệu.(ám thị)
- Nói dối mà có lợi cho người nói, không có lợi (hoặc có hại) cho người nghe, được gọi là dối trá[14], là một biểu hiện của lợi dụng, tham nhũng, bệnh thành tích, đạo đức giả, nịnh hót, mị dân...Trong chiến đấu thì nói dối có thể là chiến thuật, mưu kế...(ám thị)
- Nói dối mà không có lợi cho người nói, có lợi cho người nghe là một biểu hiện của lòng cao thượng.
- Nói dối mà có hại cho cả người nói và người nghe là khi thói đối trá bị lật tẩy, đôi khi là hậu quả của lời nói dối tưởng như vô hại.

### Phòng chống
- Cả hệ thống chính trị cùng vào cuộc, mỗi người tự rèn luyện bản thân, người trách nhiệm càng cao thì càng phải làm gương cho người khác xung quanh mình, nâng cao tính kỷ luật của bản thân, nói đi đôi với làm.
- Đảm bảo pháp luật được thực hiện một cách đầy đủ, nghiêm túc. Nghiêm trị những kẻ tham nhũng, cơ hội...
- Nâng cao dân trí để không cả tin, không cho thói đạo đức giả có chỗ đứng.